# Agda Nordlöf
Agda Maria Nordlöf, gift Groth och Jansson, född 5 september 1884 i Norrköping, död 1 september 1965 i Danderyd, var en svensk tidskriftsgrundare, journalist och konstnär. Hon grundade och var redaktör för tidskriften Charme: Den moderna damtidningen 1921–1930. Hon skrev under pseudonymen Columbine och illustrerade under signaturerna AN och GAN.

## Biografi
Agda Nordlöf var dotter till Karl Johan Nordlöf och Olivia Charlotta Vilhelmina Forsberg. Fadern var grosshandlare, bokhållare och partihandlare i klädesvaror. Han dog 1891. Familjen med de sex syskonen flyttade till Stockholm, vilket även var moderns ursprungliga hemort, i omgångar med början år 1900. De flyttade runt på olika adresser under några år innan de slutligen slog sig ner på Drottninggatan 85. Där bodde Agda Nordlöf samt hennes tre bröder, som då ännu inte var gifta, tillsammans med modern och tjänstefolk. De två yngre systrarna hade då gift sig och flyttat från hemmet.
År 1906 blev Agda Nordlöf, då 22 år gammal, antagen till Konstakademien. I maj 1908 fick hon ett stipendium, varefter uppgifterna om henne från konstskolan upphör. I stället för att omedelbart fortsätta sin konstnärliga bana valde hon journalistikens väg. I brev till sin syster Elsa reflekterar hon över det faktum att hon aktivt valt bort äktenskapslyckan till förmån för att arbeta. Under 1910-talet verkade hon som illustratör och journalist på bland annat Stockholms Dagblad innan hon tillsammans med sin blivande make Hjalmar Groth startade och redigerade tidskriften Charme: Den moderna damtidningen, 1921. Året därpå gifte paret sig och flyttade in i en villa med trädgård i spansk stil i Stocksund.
Under 1920-talet var Charme en tidskrift som djärvt skrev om de ideal som präglade mellankrigstidens nya kvinnoroll. Här porträtterades kvinnokampens portalfigurer genom reportage, det fördes frispråkiga diskussioner om det ännu kontroversiella sminket och det skrevs om kvinnor som sportade och körde bil. Under alla år illustrerade Agda Nordlöf, under signaturen AN och senare som gift, GAN, merparten av tidskriftens redaktionella material samt även reklamannonserna. Under signaturen Columbine skrev hon även modekrönikorna, som var ett av de återkommande inslagen i tidskriften. Utöver arbetet med tidskriften skrev hon böcker om skönhet och etikett. Hennes stil var rapp och underhållande, hon formulerade iakttagelser som placerade ”den nya kvinnan”, som tidens kvinna kallades, i ett underfundigt överläge gentemot traditionella könsroller.
Efter att Hjalmar Groth hade gått bort gifte Agda Nordlöf om sig med norrmannen och konsuln Olav Jansson. Under sitt andra äktenskap förefaller hon ha slutat lönearbeta och i stället ha ägnat sig åt konstnärligt arbete med ateljé i hemmet. Till denna period hör en serie statyetter av kvinnans klädedräkt genom tiderna samt skulpturen Sheherazade i naturlig storlek, uppskattningsvis från tidigt 1950-tal.
Agda Nordlöf dog 1965 och är begravd i familjegraven på Norra begravningsplatsen i Solna.